# Astrodaukus
Astrodaukus (Astrodaucus Drude) – rodzaj roślin dwuletnich z rodziny selerowatych Apiaceae. Obejmuje trzy gatunki. Występują one w południowo-wschodniej Europie (od Bułgarii, przez Rumunię, Ukrainę po południową Rosję) oraz w południowo-zachodniej Azji (Kaukaz, Azja Mniejsza, Irak i Iran). Bywały zawlekane przejściowo do Europy Środkowej.

## Morfologia
Rośliny zielne o liściach kilkakrotnie pierzasto złożonych. Kwiaty w baldachach złożonych, pod którymi brak pokryw lub są one bardzo nieliczne. Płatki korony białe, o płatkach brzeżnych powiększonych i silnie wyciętych. Ząbki kielicha drobne. Owocami są wąskojajowate rozłupnie z 5 słabo widocznymi, szczeciniasto owłosionymi żebrami.

## Systematyka
Pozycja systematyczna
Rodzaj w obrębie rodziny selerowatych (baldaszkowatych) Apiaceae klasyfikowany jest do podrodziny Apioideae, plemienia Scandiceae i podplemienia Torilidinae.
Wykaz gatunków
- Astrodaucus littoralis (M.Bieb.) Drude
- Astrodaucus orientalis (L.) Drude
- Astrodaucus persicus (Boiss.) Drude